# Japonolycodes
Japonolycodes is een monotypisch geslacht van straalvinnige vissen uit de familie van de puitalen (Zoarcidae).

## Soort
- Japonolycodes abei (Matsubara, 1936)